# Прост, Ален
Але́н Мари́ Паска́ль Прост (фр. Alain Marie Pascal Prost; род. 24 февраля 1955, Сен-Шамон) — французский автогонщик. Участник тринадцати чемпионатов Формулы-1. Четырёхкратный чемпион мира (1985, 1986, 1989, 1993), и четырёхкратный вице-чемпион Ф1. По окончании карьеры автогонщика создал собственную команду «Prost Grand Prix», которая просуществовала с 1997 по 2001 год, так и не добившись существенных результатов.
Ален Прост считается одним из лучших пилотов Формулы-1 за всю её историю. За свой аккуратный стиль пилотажа и расчётливую гоночную стратегию получил прозвище «Профессор». В своё время он установил рекорды по числу побед, лучших кругов, очков и подиумов. В 2000-е практически все его рекорды были побиты Михаэлем Шумахером, в 2010-е — Льюисом Хэмилтоном и Себастьяном Феттелем, а в 2020-е — Максом Ферстаппеном. Таким образом, Прост остается пятым по большинству абсолютных показателей (в первую очередь — по числу завоёванных побед в Гран-при).
Самым ярким периодом в карьере Алена Проста считается его соперничество с партнёром по команде «McLaren» Айртоном Сенной. Это противостояние породило выражение: «Скорость впечатляет, но аккуратность выигрывает». Несмотря на большое количество скандалов и ссор, вызванных этим соперничеством, к концу карьеры у двух чемпионов сложились вполне нейтральные отношения.
В 2003—2013 годах участвовал во французских гонках на льду Andros Trophy, выиграв 38 гонок и завоевав три чемпионских титула (2008, 2009, 2013). С 2014 года руководил командой Формулы-E — Renault-e.dams.

## Биографические данные
Прост родился 24 февраля 1955 года во французском городе Сен-Шамон в семье француза Андре Проста и Марии-Розы Каратчян, армянки по происхождению. Его старший брат Даниэль умер от рака в сентябре 1986 года. Несмотря на свой невысокий рост, Ален Прост был активным и атлетичным ребёнком, который с большим энтузиазмом занимался разными видами спорта, включая рестлинг, роликовые коньки и футбол. Играя в футбол, он даже несколько раз ломал себе нос. В будущем Ален думал стать инструктором гимнастики или профессиональным футболистом, но в 14 лет на семейном празднике он впервые открыл для себя картинговые гонки. И, «заболев» ими, Ален Прост прошёл весь путь от картинга до чемпионства в Формуле-1.
Ален Прост женат, у него двое сыновей и дочь. Старший сын Проста Николя также стал автогонщиком — в 2007 году он выступал в испанском чемпионате Формулы-3 и занял по итогам сезона третью позицию.
Прост жил в своём фамильном доме в Сен-Шамоне до 1983 года. В апреле 1983-го из-за постоянных нападок в прессе и враждебного к нему отношения со стороны французских болельщиков «Формулы-1» Ален Прост с семьёй переехал в Швейцарию, где и проживает до сих пор.

## Карьера до Формулы-1
Спортивную карьеру начал в 1973 году с картинга. В 1975 году окончил гоночную школу Winfield, выиграл гонку выпускников, был признан «Пилотом Elf» и в качестве приза получил автомобиль для участия во французской Ф-Renault. В 1976 году выиграл чемпионат Франции в Ф-Renault (12 побед в 13 гонках). Чемпион Франции в Ф-Super Renault 1977 года (8 побед). В 1978—1979 годах выступал в Формуле-3. Чемпион Франции 1979 года, Чемпион Европы 1979 года (7 побед).

## Карьера в Формуле-1

### 1980: McLaren-Ford
Прост дебютировал в Формуле-1 за команду «Макларен», и уже в первой своей гонке на Гран-при Аргентины заработал первое карьерное очко, финишировав шестым. «Макларен» в ту пору не был быстрой машиной, и по ходу сезона Просту удалось набрать всего 5 очков. Лучшим его результатом стало пятое место в Бразилии. По окончании дебютного сезона Прост, несмотря на имевшийся у него контракт на ещё два года с «Маклареном», заключил соглашение с заводской командой «Рено». Сам Прост по этому поводу сказал, что уходит из-за большого числа поломок машины и потому что чувствует, что в некоторых из этих поломок команда обвиняет его.

### 1981—1983: Renault F1

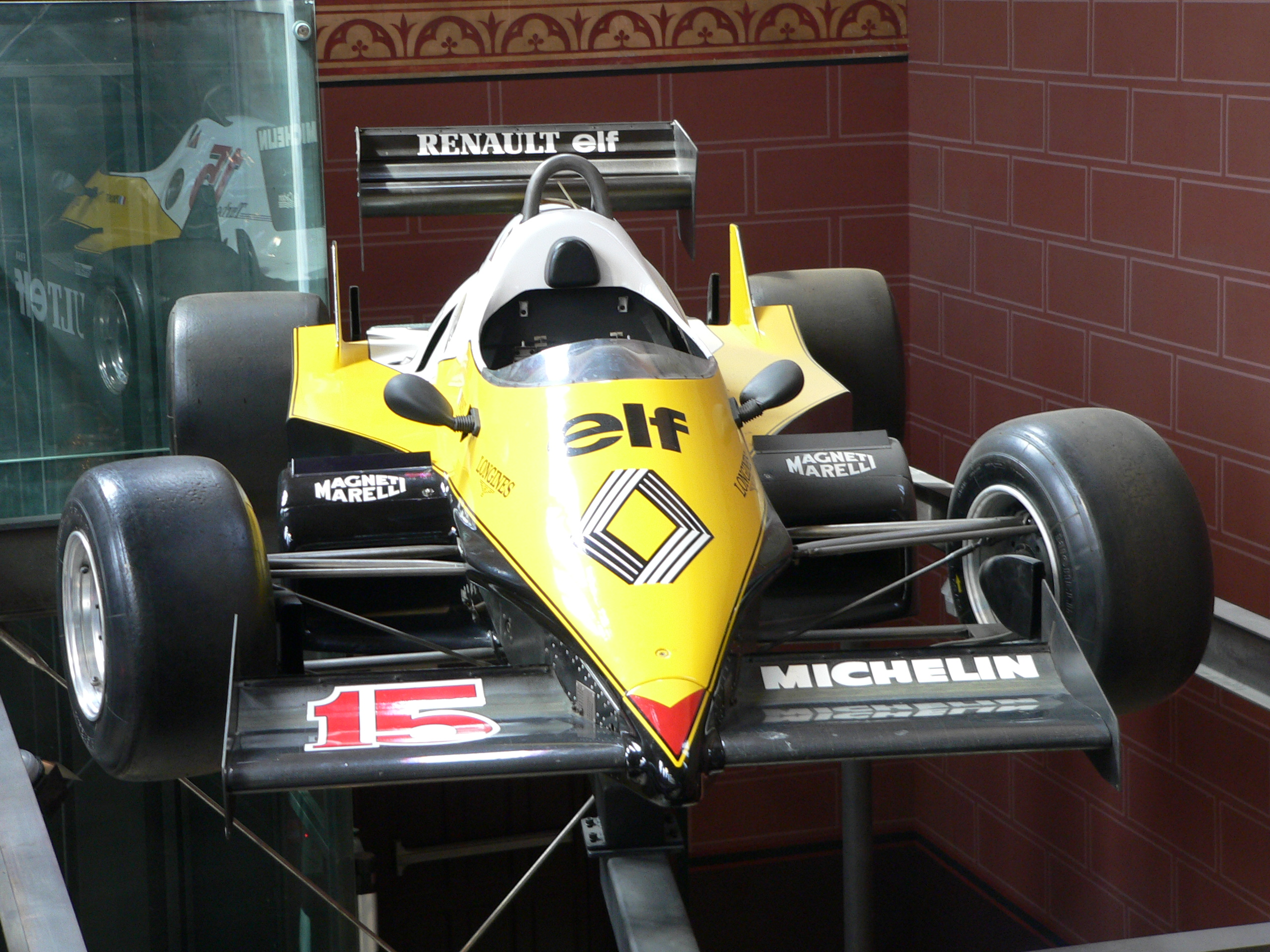
Болид Рено Проста на сезон года.

«Рено» в те годы позиционировала себя как национальная французская команда. Французские мотор, шасси, шины (Michelin), масло (Elf) и, конечно же, пилоты. Молодой и перспективный французский гонщик, коим являлся Прост, был для «Рено» как нельзя кстати. Его партнёром стал Рене Арну, проводивший в Формуле-1 свой третий сезон.
Кроме того, «Рено» первой из всех «конюшен» Формулы-1 стала использовать турбомоторы, чьё преимущество в мощности было весьма значительным. Однако слабой стороной «Рено» в те годы всегда оставалась надёжность, и многочисленные сходы пилотов этой команды из-за проблем с техникой стали притчей во языцех для всего формульного паддока.
В 1981-м Прост сумел финишировать лишь шесть раз, но при этом каждый раз на подиуме. Одно третье место, два вторых и три победы, в том числе дебютная на домашнем Гран-при Франции в Дижоне. По итогам сезона Прост занял в чемпионате 5-е место, лишь семь очков уступив чемпиону Нельсону Пике.
Сезон 1982 года начался для Алена Проста победой на Гран-при ЮАР. Затем он финишировал третьим в Бразилии, но после дисквалификации Пике и Росберга Прост поднялся на высшую ступень пьедестала. Однако развить свой успех Просту не удалось — за весь оставшийся сезон француз лишь дважды сумел вновь оказаться на подиуме. Оба раза это происходило на его домашних трассах — на Гран-при Швейцарии, проходившем в Дижоне, Прост уступил Росбергу, а на Гран-при Франции в Ле-Кастелле — своему партнёру Рене Арну.
Это был первый дубль команды Рено, но вместе с тем именно эта гонка предопределила уход Арну из команды. На Поль Рикар Арну взял поул, но команда попросила его дать выиграть Просту, если оба «Рено» будут идти первым-вторым, и впереди будет он. Рене согласился. Так и случилось — два «Рено» лидировали, и впереди был Арну. Прост не давил на него, веря в то, что партнёр сдержит слово. Но Рене проигнорировал напоминание из боксов, а когда Прост понял, что Арну не собирается выполнять обещанное перед стартом, было уже слишком поздно. Рене выиграл, Прост пришёл вторым.
На Гран-при Германии во время последней тренировочной сессии под дождём произошло столкновение между Простом и лидером чемпионата Дидье Пирони на Феррари. В результате аварии соотечественник Проста получил тяжелейшие травмы и вынужден был закончить карьеру гонщика. Говорят, именно этот эпизод сильно повлиял на Алена, после чего француз стал больше задумываться о безопасности езды и о расчётливости, что в конце концов и сформировало академичный стиль вождения Профессора Проста.

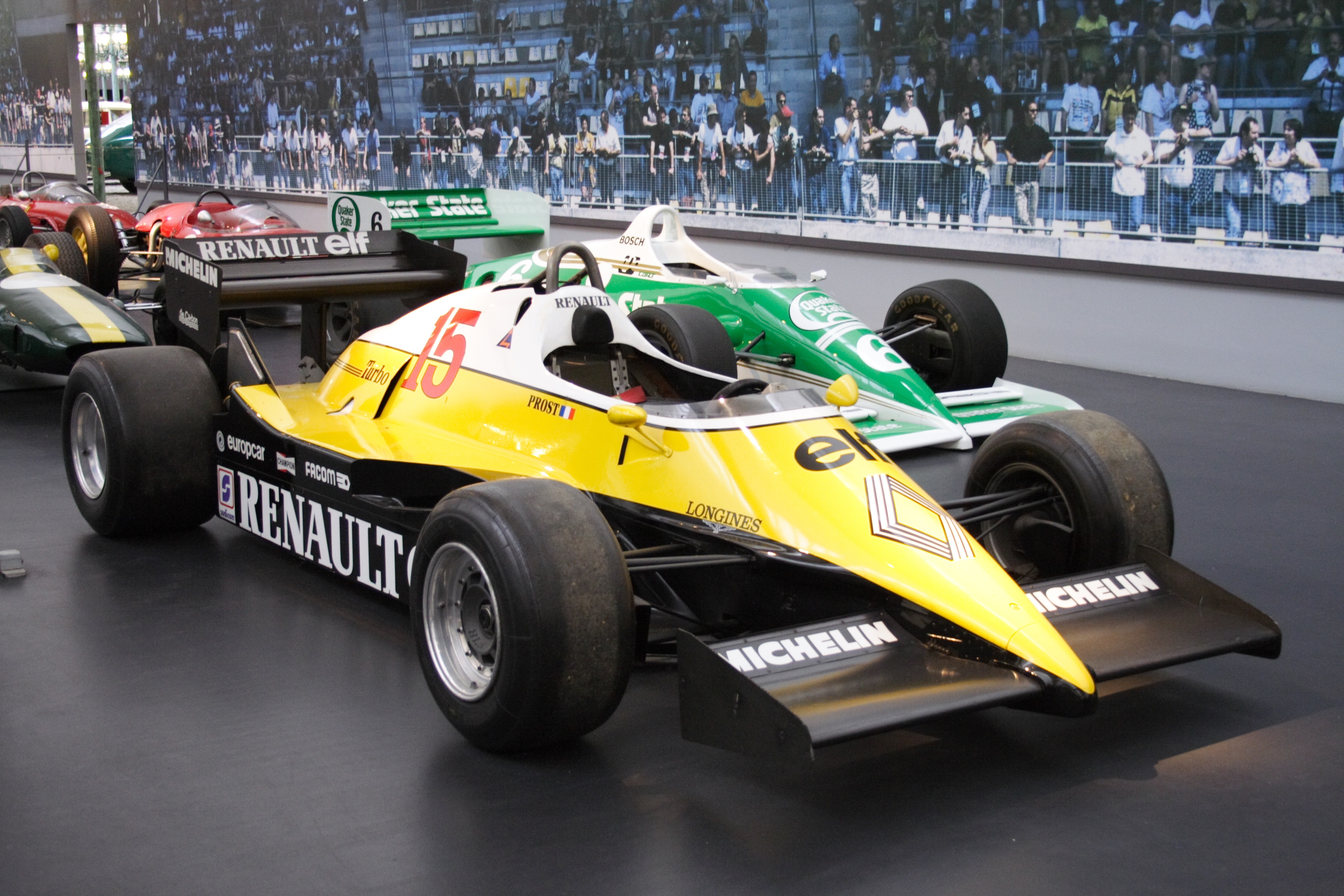
Болид Renault RE40 в Музее Мюлуз.

Сезон 1982 года Ален Прост завершил 4-м, вновь не так далеко от чемпиона. Кеке Росбергу француз проиграл всего 10 очков. Но уже в 1983-м Прост имел все шансы выиграть чемпионат. Напряжённая тестовая работа, проделанная Простом для «Рено» в межсезонье, дала свои плоды — надёжность машины стала значительно выше. А взятый вторым пилотом американец Эдди Чивер (это был первый в «Рено» гонщик не француз) нисколько не посягал на статус Алена Проста как первого пилота. В 1983-м «Рено» с Аленом Простом впервые всерьёз боролось за личный и командный зачёт, рассматриваясь при этом как главный фаворит сезона.
Но и тут их ждало разочарование. Хотя после Гран-при Австрии одержавший 4 победы в сезоне Прост за 4 этапа до конца чемпионата имел весьма солидный задел от перешедшего в Феррари Арну, другого пилота «Феррари» Патрика Тамбе и Нельсона Пике за рулём «Брэбема», но два схода Проста в Нидерландах и Италии позволили его соперникам максимально приблизиться к нему. Перед Гран-при ЮАР, последней гонкой сезона, Прост все ещё возглавлял общий зачёт, опережая Пике и Арну на 2 и 8 очков соответственно. Но в Кьялами француза подвел турбопривод, и осторожному Пике хватило финиша на третьей позиции, чтоб выиграть вторую чемпионскую корону. Прост отстал в чемпионате на 2 очка и занял второе место. Кубок конструкторов ушёл в «Феррари». Ален Прост был выставлен своей командой в роли козла отпущения. В «Рено» разом забыли весь тот огромный вклад, который внёс Прост в развитие команды, и уже через два дня после гонки расторгли с ним контракт. По другой версии, машина финишировавшего третьим Пике имела очевидные нарушения технического регламента. Команде Рено необходимо было подать протест по этому поводу в FIA. Но французская команда не хотела, чтобы чемпионский титул достался ей таким способом и протест подавать не стала. Это также стало причиной разногласий Проста с руководством команды. Из-за начавшейся травли Прост вместе с семьёй даже переехал из Франции в Швейцарию. А на сезон 1984 года он подписал контракт с «Маклареном».

### 1984—1987: McLaren-TAG

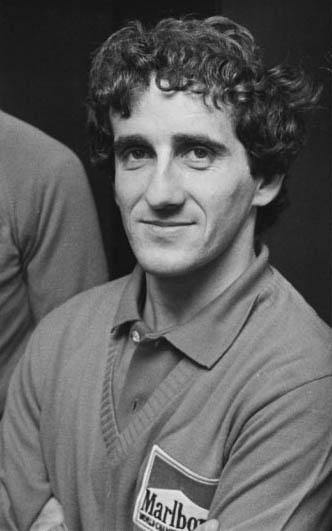
Прост в 1984 году.

Сезон 1984 года Прост начал с победы на Гран-при Бразилии. Та победа многое изменила для него — она остановила нападки на гонщика в прессе, но самое главное: французская публика изменила отношение к Просту после той гонки. В «МакЛарене» Прост нашёл, наконец, дружественную, но предельно профессиональную обстановку, которой ему так не хватало в «Рено». Партнёром Проста стал Ники Лауда, двукратный чемпион мира. При том, что Ален Прост вчистую обыгрывал своего партнёра в квалификации, в чемпионате Ники набрал большее количество очков за счёт стабильности. Прост выиграл семь Гран-при, Лауда — пять. Тем не менее в общем зачёте Лауда опередил Проста. Чтоб стать чемпионом, Алену не хватило всего пол-очка. Этот разрыв между первым и вторым местом в чемпионате до сей поры остается рекордно минимальным. Всё опять решалось в последней гонке сезона — на Гран-при Португалии в Эшториле. Второе место Лауды в итоговом протоколе гарантировало ему титул. Тем не менее, после квалификации шансы Проста выглядели предпочтительнее. Он делил первый ряд стартового поля с Нельсоном Пике, тогда как Лауда квалифицировался лишь одиннадцатым. В гонке Прост довольно скоро вышел в лидеры, но Лауда был всё ещё далек от заветного второго места. Австриец сумел прорваться на третью позицию, показав по ходу гонки лучший круг, однако расстояние до идущего вторым Мэнселла на «Лотусе» оставалось слишком большим. Всё шло к тому, что Ален Прост выиграет свой первый чемпионат, но за 18 кругов до финиша Мэнселл ошибся и вылетел с трассы. Чемпионом стал Ники Лауда.
В 1985-м году Прост становится чемпионом мира. На этот раз он разгромил своего партнёра Лауду, весь сезон испытывавшего проблемы с техникой. Главным соперником француза в тот год стал Микеле Альборето на Феррари. Одно время итальянский пилот даже лидировал в общем зачёте, но пять подряд сходов в пяти последних гонках сезона не оставили ему шансов. На Гран-при Сан-Марино Прост был дисквалифицирован и лишён победы из-за того, что его болид, доехавший гонку на последних каплях горючего, оказался чуть легче, чем это положено по регламенту.

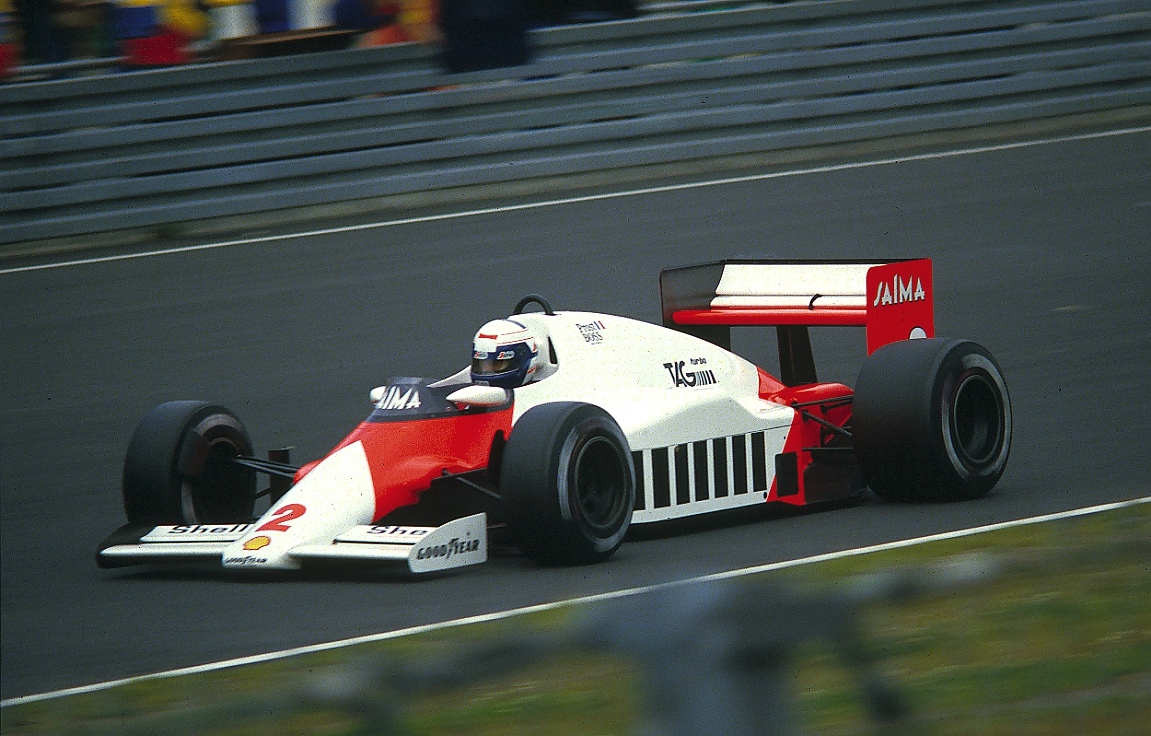
Ален Прост во время Гран-при Германии 1985.

За спортивные достижения Алену Просту в 1985 году был вручён Орден Почётного легиона.
В 1986-м году Ален Прост стал первым гонщиком со времён Джека Брэбема, кому удалось отстоять свой титул. Сделать это было совсем непросто — фаворитами сезона считались Мэнселл и Пике на «Уильямсах» с лучшим формульным мотором Хонда. Ещё одним соперником Проста в 1986-м стал Айртон Сенна на «Лотусе». Но несмотря на отчаянную борьбу молодого бразильца, выжимавшего из своей машины всё возможное, на последнем в сезоне Гран-при Австралии он мог претендовать лишь на второе место в общем зачёте. А за чемпионской короной гнались Мэнселл, Пике и Прост.
Мэнселл, опережавший Проста на 6 очков, а Пике на 7, имел все шансы для того, чтоб завоевать титул. Ему достаточно было финишировать третьим. А учитывая, что уже на первых тренировках в Аделаиде он на своём «Уильямсе» показал лучшее время, опередив всех, кроме Пике и Айртона Сенны, более чем на полторы секунды, становилось понятно, что ничего кроме схода с дистанции не помешает ему завоевать чемпионское звание. Но «Уильямс» в том сезоне демонстрировал потрясающую надёжность — Мэнселл всего дважды сходил из-за проблем с техникой, и надежда на то, что эти проблемы снова возникнут, была призрачной.
На Гран-при Австралии 1986 года, «Макларен» распустил слух о новых сверхпрочных покрышках «Goodyear», якобы выдерживающих всю гонку без замены. Партнёр Проста Кеке Росберг тем временем заявил, что решил не помогать французу бороться за титул, а достойно провести свою последнюю гонку и отметить её победой. На самом же деле никаких новых шин не существовало и в помине. А Росберг, которого выпустили на полупустых баках, должен был помочь Просту загнать пилотов «Уильямс»

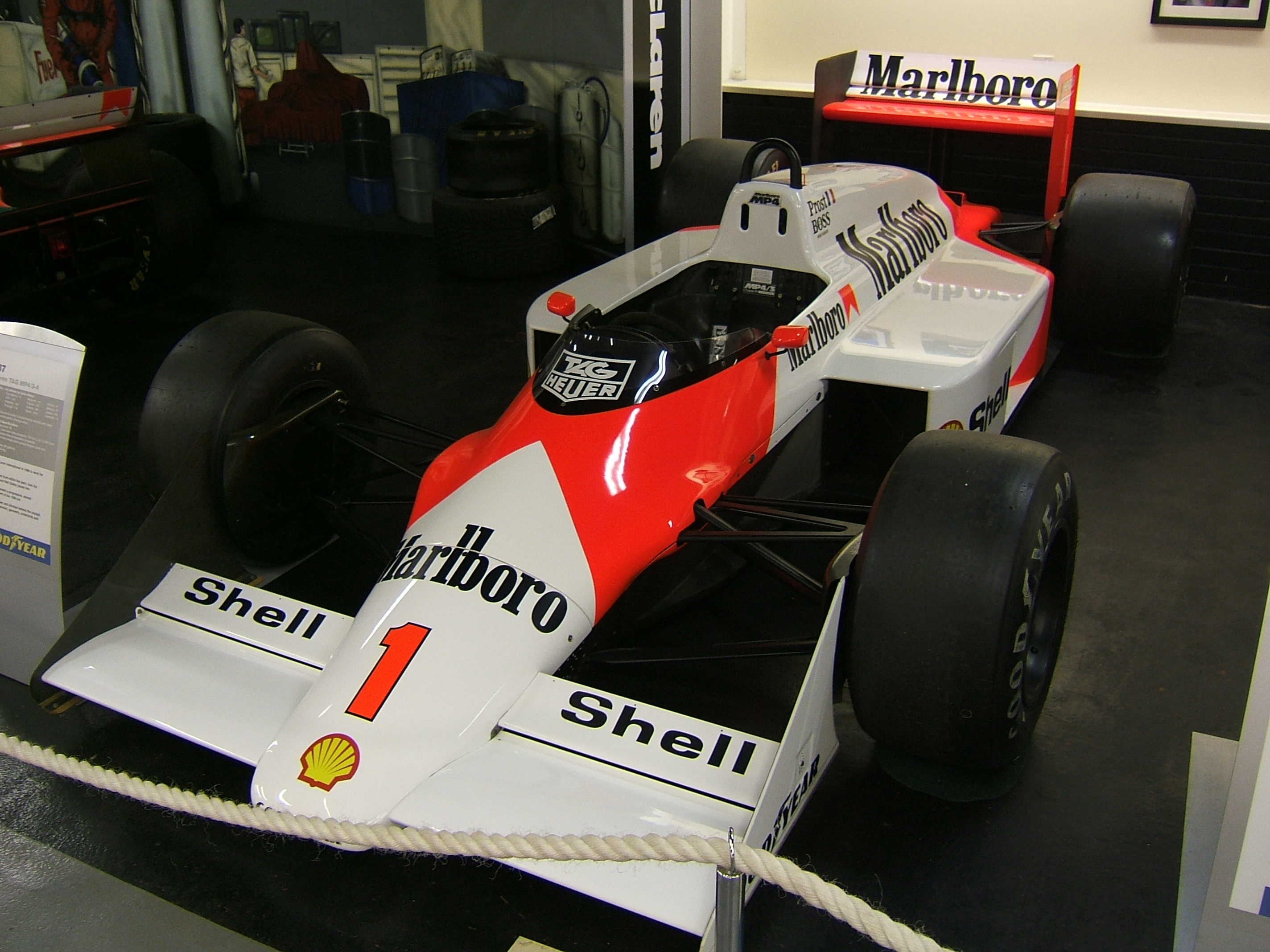
McLaren MP4/3 Алена Проста на сезон года.

 Квалификацию выиграл Мэнселл. Пару ему в первом ряду составил Пике. Прост был лишь четвёртый, проиграв ещё и Айртону Сенне, а Росберг и вовсе занял только седьмое место. На старте Мэнселл проиграл Пике и Просту, но третье место, обеспечивающее ему чемпионство, за собой сохранил. И тут вдруг их всех одного за одним обогнал Росберг. На 32-м круге Прост заехал в боксы на смену шин, сымитировав медленный прокол. Он выехал четвёртым, позади Росберга и двух пилотов «Уильямса». На свежей резине Прост понемногу приближался к соперникам. Росберг все ещё лидировал на старых шинах, вроде бы подтверждая слухи. Поэтому в «Уильямсе» решили тянуть с пит-стопом как можно дольше, и Прост ещё приблизился к Мэнселлу и Пике. Наконец на 63-м круге у Росберга лопнула покрышка. Но в «Уильямсе» не успели быстро сориентироваться, чтоб понять причину схода пилота «Макларена» — и жестоко поплатились за это. На следующем круге лопнула покрышка у Мэнселла. Пике, не дожидаясь приказа от команды, тут же сам бросился в боксы. Пит-стоп Пике длился 8,38 секунды, после чего бразилец возвращается на трассу. На отметке «старт-финиш» оказывается, что он в 15 секундах позади Проста. До конца гонки остаётся 16 кругов, за которые, чтобы стать чемпионом, бразильцу надо было настичь и обойти Проста. Пике сумел сократить отрыв до 4,2 секунды, но этого было мало. Прост стал двукратным чемпионом мира, окончательно утвердившись в звании Профессора.
В 1987-м году, одержав 28-ю в карьере победу, Прост побил рекорд Джеки Стюарта и на долгие годы стал рекордсменом по числу побед на Гран-при. Особенной стала его победа на Гран-при Бразилии, где из-за нестандартных настроек болида он сумел уменьшить износ шин и сделал на одну остановку в боксах меньше, чем его соперники Пике и Сенна. Это и позволило ему склонить чашу весов в свою пользу и одержать победу. Тем не менее, в 1987-м Просту лишь на отдельных Гран-при удалось навязывать борьбу «Уильямсам». По итогам сезона Прост стал лишь четвёртым, уступив к тому же и Айртону Сенне, на чьём «Лотусе» теперь тоже стоял двигатель «Хонда». А чемпиону Нельсону Пике Прост уступил 30 очков.

### 1988—1989: McLaren-Honda

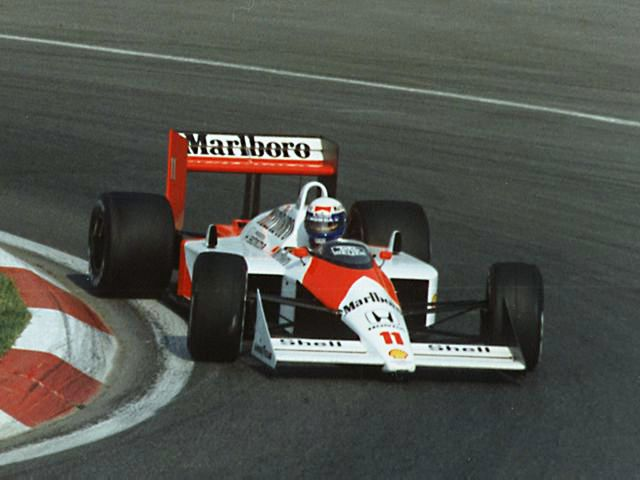
Прост за рулем «Макларен» на Гран-при Канады 1988 года.

В 1988-м году для «Макларена» началась новая эпоха. Команда обзавелась лучшим мотором Формулы-1 — «Хонда». Вместе с «Хондой» в команде появляется один из протеже японцев — Айртон Сенна, которого сам Ален Прост называл «совершенным гонщиком», «лучшим даже, чем Лауда». «Макларен-Хонда» выиграл четыре чемпионата из пяти, в которых принимал участие и первенствовал на 44-х Гран-при. Самым успешным из этих сезонов стал 1988 год, когда «Макларен» одержал пятнадцать побед и лишь в Монце не сумел победить из-за двойного схода своих пилотов. Этот рекорд удалось превзойти лишь 26 лет спустя — в сезоне-2014 гонщики Mercedes Льюис Хэмилтон и Нико Росберг смогли выиграть 16 гонок из 19. Прост выиграл семь Гран-при, ещё семь раз становился вторым и по итогам сезона набрал на 11 очков больше Сенны. Но зачтённых ему по действовавшему тогда лимиту одиннадцати лучших результатов семи побед и четырёх вторых мест против восьми побед и трёх вторых мест бразильца оказалось недостаточно для завоевания титула. Чемпионом стал Сенна.
Прост взял реванш на следующий год. В плане чистой скорости он уступал Сенне, но за счёт более стабильных выступлений именно Прост возглавил чемпионат. На этот раз «Макларен» уже не так сильно превосходил конкурентов, и стабильность, сыгравшая против Алена в 1988-м, в сезоне 1989 года оказалась как нельзя кстати.
По ходу этого сезона, точнее после Имолы 1989 года, у Проста испортились отношения с Сенной. К тому же бразильцу явно симпатизировали мотористы «Хонды» и глава команды Рон Деннис.
Что подтолкнуло меня к разрыву отношений с Маклареном? Протекционизм Хонды. То, как японцы без малейшего стеснения отдавали предпочтение Сенне. Я боролся за титул чемпиона, а им было на это плевать! Монца стала вершиной пережитого мною ужаса. Вся команда занималась только Айртоном. В моей половине бокса были лишь два механика и мой гоночный инженер, да изредка заглядывал кто-нибудь из Хонды. Это было невероятно до такой степени, что даже Айртон, с которым мы больше не разговаривали, сказал мне потом, что всё происходящее было возмутительным.
Одержав свою последнюю победу за «Макларен» на Гран-при Италии, Прост демонстративно выбросил победный кубок в толпу тиффози. Отношения с командой, где он проводил уже седьмой свой сезон, были окончательно испорчены. Показательный пример — после Гран-при Японии, где Сенну за постороннюю помощь исключили из итогового протокола гонки, в результате чего Прост стал трёхкратным чемпионом мира, шеф «Макларена» Рон Деннис подал протест в FIA, оспаривая дисквалификацию бразильца.

### 1990—1991: Ferrari
Сезон 1990 года Прост начинал с «Феррари». Последний раз самая знаменитая команда Формулы-1 сражалась за титул в 1985-м, когда Микеле Альборето проиграл Просту. С той поры дела у итальянской «конюшни» шли не слишком хорошо, и ничего кроме побед в отдельных Гран-при «красным жеребцам» из Маранелло добиться не удавалось.

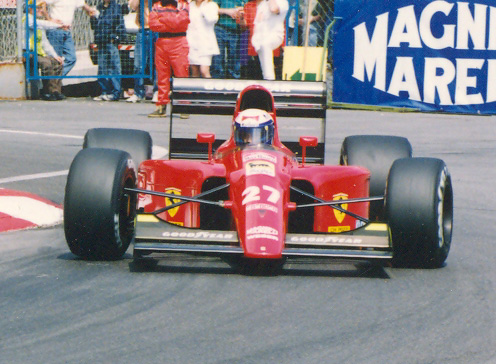
Ален Прост за рулем Ferrari 642 во время Гран-при Монако 1991 года.

В 1990-м всё изменилось. И в этом была большая заслуга Алена Проста, проделавшего для «Феррари» огромную тестовую работу. «Макларен» по-прежнему оставался фаворитом, его двигатель «Хонда» по-прежнему был самым мощным в чемпионате, но и на этот раз главным соперником Сенны в чемпионате остался Прост. Со старта лидерство в чемпионате захватил Сенна. Но Прост не сидел сложа руки и, одержав три подряд победы, опередил Сенну в личном зачёте. Особенно красивой стала победа Проста в Мексике. В квалификации француз показал всего лишь тринадцатое время, на warm-up он снова был тринадцатым. Но в гонке он одного за одним опередил Наннини, Де Чезариса, Мартини, Уорика, Доннелли, Алези, Бергера, Патрезе, Бутсена, Пике, Мэнселла и, наконец, за девять кругов до финиша обогнал лидировавшего Сенну. Сенна испытывал проблемы со своими покрышками и через три круга вообще сошёл с дистанции.
«Медвежью услугу» оказал Просту его партнёр Мэнселл на Гран-при Португалии. Квалификацию пилоты «Феррари» откатали просто блестяще, и впервые в сезоне заняли первый стартовый ряд. Но на старте Мэнселл допустил ошибку, сместившись в сторону Проста и чуть не впечатав того в отбойник. Заминкой «Феррари» не преминули воспользоваться Сенна и Бергер, которые тут же вышли на первое и второе место. И если Мэнселл потом всё-таки сумел опередить «Макларены» и выиграть гонку, то Прост финишировал лишь третьим, уступив Сенне. Именно те несколько очков, отвоёванные Сенной у Проста в Португалии, и позволили бразильцу на следующем Гран-при с лёгким сердцем совершить «таран века» в первом повороте на Судзуке и стать двукратным чемпионом мира.
Сезон 1991 года стал для Проста сплошным разочарованием. Команда не сумела подготовить к сезону 1991 года новую машину, пришлось начать сезон на старой модели. Среди руководства «Феррари» отсутствовало согласие, что вызывало критику в его адрес со стороны Проста. В результате в середине сезона все пошло кувырком. Машина не ехала, начальство ругалось (в результате нашли «виноватого» — был уволен спортивный директор Чезаре Фьорио), из-за новых разборок с Сенной Прост заработал условную дисквалификацию на одну гонку. Впервые со времени своего дебюта в 1980-м француз не выиграл ни одного Гран-при в сезоне. Лучшим его результатами стали три вторых места, в том числе — на домашней трассе Маньи-кур. Чемпионат он завершил на пятом месте. А «Феррари», не ограничиваясь одним «виноватым», перед последней гонкой сезона разорвала контракт с французом, придравшись к тому, что Прост в сердцах публично обозвал свой гоночный болид «грузовиком» (по другой версии — "телегой"). Причём сделано это было уже тогда, когда все ведущие команды заключили контракты с пилотами на следующий год. Вот как откомментировали произошедшее в Вири-Шатийон:
Чёрт бы побрал эту «Феррари»! Мы в дурацком положении — все контракты на будущее подписаны, а Прост без работы…

### 1993: Williams-Renault

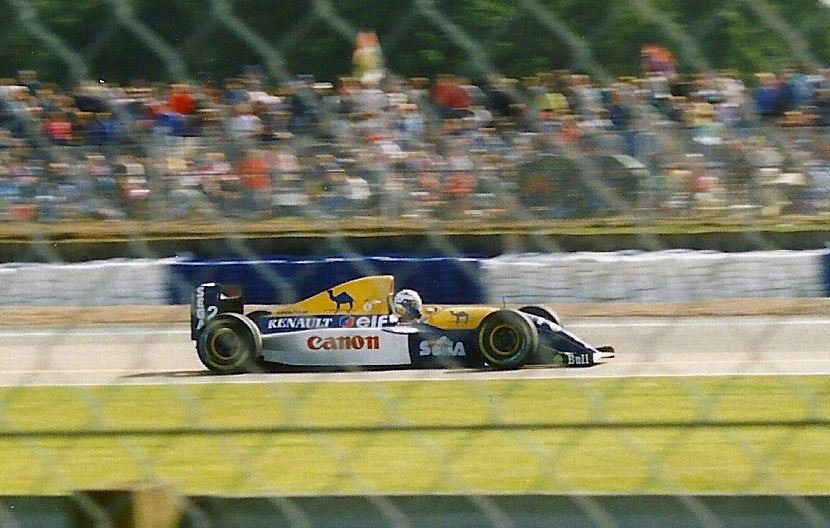
Прост пилотирует Williams FW15C на Гран-при Великобритании 1993 года.

Перед сезоном 1992 года Прост принял участие в тестах команды «Лижье», что породило множество слухов о том, что в наступающем сезоне он выступит за рулём их болида Ligier JS 37. Но дальше тестов дело не пошло, и в 1992 году Прост отдыхал от гонок, работая телекомментатором французского канала TF1. По ходу этого сезона он вёл переговоры с «Уильямсом» о контракте на будущий год. Устной договорённости с Фрэнком Уильямсом и Патриком Хедом Прост достиг уже летом, а в сентябре был заключён официальный контракт. Тогдашний первый пилот «Уильямса» Найджел Мэнселл, узнав, что его ожидает партнёрство с Простом, поспешил объявить об окончании формульной карьеры и перешёл в американскую серию CART. На освободившееся место сразу стал претендовать Айртон Сенна. Но в контракте Проста имелся пункт, который выторговал для себя француз — Сенны вместе с ним быть не должно. В итоге партнёром Проста по команде стал Деймон Хилл. А Сенна остался в «Макларене» и, несмотря на преимущество команды «Уильямс», умудрился на старте сезона опередить Проста в общем зачёте.
Начало чемпионата у Проста не задалось. После победы в Кьялами Ален ошибся и сошёл в Бразилии, а на Гран-при Европы был только лишь третьим, целый круг проиграв одержавшему свою самую блистательную победу Сенне. Ещё одно разочарование ожидало его в Монако, когда судьи засчитали французу фальстарт: вместо первого его ожидало лишь четвёртое место и вновь круг отставания от Сенны. И хотя Прост, нисколько не опустив рук, уже к лету методично ликвидировал отрыв, созданный Сенной, коллекционируя победы одну за одной, злопыхатели продолжали говорить, что серия француза из четырёх первых мест — это заслуга блистательного Williams FW15, в то время как ответственность за неудачи лежит прежде всего на пилоте. Но Ален давно привык не обращать внимания на подобные голоса. Свою последнюю, 51-ю, победу Прост одержал на Гран-при Германии. Этот рекорд продержался 8 лет, пока в 2001-м Проста не превзошёл Михаэль Шумахер. Создав значительный задел от своих соперников, Прост мог позволить себе немного расслабиться. В Португалии он спокойно финишировал вторым следом за Шумахером, а в Японии и Австралии не слишком-то атаковал лидировавшего Сенну. И всё равно с семью победами на Гран-при, тринадцатью поулами и шестью быстрыми кругами Прост досрочно выиграл чемпионат, на 26 очков опередив Сенну и на 30 Хилла. Став четырёхкратным чемпионом мира, Ален Прост объявил о том, что в предстоящем 1994 году он не станет защищать свой титул и по окончании текущего сезона завершит гоночную карьеру.

## Соперничество с партнёрами
Едва ли найдётся второй такой гонщик, у которого за годы выступления в «Формуле-1» было так много сильных партнёров по команде. Пятеро из них в разные годы становились чемпионами мира, ещё двое (Арну и Уотсон) хоть и не увидели чемпионской короны, но сражались за неё по ходу карьеры. По совокупности набранных очков Прост опередил всех, кроме североирландца Джона Уотсона, в паре с которым проводил свой дебютный сезон. Однако пять очков Проста против шести Уотсона едва ли говорит о каком-то серьёзном превосходстве. Более того, из-за травм в результате аварий Прост пропустил три гонки, тогда как Уотсон провёл сезон полностью.
А вот трое сильных пилотов, кого Прост переиграл полностью: Кеке Росберг в 1986-м, Жан Алези в 1991-м и Деймон Хилл в 1993-м. Вот что по этому поводу говорил Росберг.
Я всегда вёл машину «стандартно» — тормозил так поздно, как только возможно, входил в поворот и набирал мощность как можно скорее. Стиль Алена совсем не такой. Он очень рано начинает тормозить, но только слегка. И в то время как он тормозит, он поворачивает, иногда прямо до вершины поворота. Так, как он это делает — это получается очень плавно, очень легко для автомобиля и шин и очень быстро… я пробовал копировать его иногда во время тестов и т. п., и для меня это никогда не работало. Я всегда был медленнее, чем прежде… и чем больше я старался, тем дальше от меня оказывался этот маленький лягушатник…
В 1990-м партнёром Проста был Найджел Мэнселл. В квалификациях «британский лев» выглядел не хуже Проста — при равном счёте 8:8 Мэнселл имел три поул-позиции, тогда как у Проста не было ни одной. Тем не менее, в чемпионате Прост почти вдвое опередил англичанина. Мэнселл упрекал Феррари в фаворитизме в пользу француза, называл Проста безжалостным и жестоким и даже заявлял, что закончит гоночную карьеру по окончании сезона. Прост ответил ему так:
Правда в том, что Мэнселл не прилагает никаких усилий к тому, чтобы совершенствоваться как гонщик. Я вкалываю на тестах, совершенствую машину и мотор, а он, всласть наигравшись в гольф, приезжает на гонку свеженький и говорит: а ну-ка, старик, рассказывай, что ты тут наработал! И при этом у него хватает наглости требовать, чтобы ему предоставляли технику, не уступающую моей!
О том, что упрёки Мэнселла в адрес «Феррари» были не слишком-то обоснованными, говорит тот факт, что, столкнувшись с перспективой вновь стать партнёром Проста, но уже в британской команде «Уильямс», Мэнселл поспешил объявить об окончании своей гоночной карьеры в «Формуле-1». А чтобы опровергнуть обвинения в «безжалостности и жестокости» — можно привести пример совместного выступления Проста с Ники Лаудой. В 1984-м австриец обошёл Алена в общем зачёте и стал чемпионом мира. Но в следующем году Прост первенствовал в чемпионате с 76 очками, тогда как Лауда набрал лишь 14 и замкнул итоговую 10-ку. Весь сезон Лауда имел дело с техническими проблемами, а две гонки пропустил по состоянию здоровья. И всё же реванш Проста вышел весьма убедительным. Но вот что сам француз говорил в 1984-м:
По-моему, сейчас мы имеем оптимальный расклад. И, чтобы опровергнуть все сплетни, хочу сказать: в качестве партнёра по команде мне нужен только Лауда и никто другой, тем более слабый партнёр. В противном случае многое в Ф1 было бы для меня значительно проще. Но у меня, конечно, не было бы столь совершенного болида… Сейчас всё совершенно иначе — хорошая команда, хорошая машина, хорошие ощущения. Фактически, совершенство.
А вот так охарактеризовал Проста Ники Лауда.
Я пришёл к убеждению, что он очень сердечный, дружелюбный, прямой. В нём нет ничего неискреннего.
Одним из самых серьёзных соперников для Проста стал его партнёр по «Рено» Рене Арну. Хотя в 1981-м Прост опередил его по набранным очкам в четыре раза, но постоянные сходы болидов «Рено» из-за технических поломок едва ли отражают реальное состояние дел. В квалификациях чаще первенствовал Арну — в 1981-м он имел 4 поула при 2-х у Проста, но так и не смог выиграть ни одного Гран-при из-за сходов. В следующем сезоне они с Простом имели по 5 поулов и 2 победы. Арну отстал от Проста всего на 6 очков при том, что по ходу сезона проигрывал почти 30.
Карьеры их после этого сложились по-разному. Арну выиграл ещё четыре гонки, а Прост — четыре чемпионата. Но при этом борьба между ними на трассе всегда была корректной — даже в 1983-м, когда Арну выступал за Феррари и сражался с Простом за титул. Впоследствии Арну отзывался о Просте, как о фантастическом гонщике, хотя и предпочитал в своих интервью не затрагивать тему их отношений.
Но самым серьёзным соперником Алена Проста был Айртон Сенна.
| Год  | Напарник         | Очки Проста | Очки напарника |
| ---- | ---------------- | ----------- | -------------- |
| 1980 | Джон Уотсон      | 5           | 6              |
| 1981 | Рене Арну        | 43          | 11             |
| 1982 | Рене Арну        | 34          | 28             |
| 1983 | Эдди Чивер       | 57          | 22             |
| 1984 | Ники Лауда       | 71,5        | 72             |
| 1985 | Ники Лауда       | 73 (76)     | 14             |
| 1986 | Кеке Росберг     | 72 (74)     | 22             |
| 1987 | Стефан Йоханссон | 46          | 30             |
| 1988 | Айртон Сенна     | 87 (105)    | 90 (94)        |
| 1989 | Айртон Сенна     | 76 (81)     | 60             |
| 1990 | Найджел Мэнселл  | 71 (73)     | 37             |
| 1991 | Жан Алези        | 34          | 21             |
| 1993 | Деймон Хилл      | 99          | 69             |

### Соперничество с Айртоном Сенной
Первым эпизодом в их взаимной борьбе стал Гран-при Монако 1984 года. Выступавший на «Макларене» Прост боролся с Лаудой за чемпионский титул. Айртон Сенна проводил лишь дебютный сезон на слабом «Тоулмэн-Харт» и ни на что толком не претендовал. В квалификации Прост показал первое время, тогда как Сенна был лишь тринадцатым. Гонка началась под сильным проливным дождём, и Прост вёл свой «Макларен» очень осторожно, стараясь не рисковать. Гнать изо всех сил под дождём в Монако всегда было чревато вылетами и авариями — в тот день это хорошо ощутил на себе Мэнселл, который обогнал Проста на 9-м круге и впервые в карьере возглавил гонку. Но уже на 15-м круге будущий «британский лев» расколотил свой «Лотус» в повороте «Казино», и Прост снова возглавил заезд. Вылетел и разбил свой «Макларен» главный соперник Проста — Ники Лауда. Неожиданно для всех главными соперниками Проста в гонке стали пилоты команд-аутсайдеров Айртон Сенна и Штефан Беллоф. Блестяще пилотируя под дождём свои болиды, они с каждым кругом приближались к осторожному Просту. Последние три круга Прост активно размахивал руками, призывая дирекцию гонки остановить соревнования. Наконец на 32-м круге главный судья гонки бельгиец Жаки Икс распорядился вывесить красные флаги. Гонка была остановлена, и её победителем по результату 31-го круга признан Прост. Сенне не хватило 4-5 кругов, чтоб догнать Проста.
Сенна:
Я знал, что не выиграл эту гонку, но всё равно позволил себе вскинуть руку в жесте победителя. Они и не собирались дать Toleman возможность одержать победу, тем более в Монако. Впрочем… Может быть, я и захватил бы лидерство, а кругов через пять попал бы в аварию и закончил вообще ни с чем… Но всё-таки Икс не должен был останавливать гонку в момент, когда решалась судьба трёх первых мест.
Впоследствии Прост так отзывался об этой ситуации:
Да, Айртон обиделся на меня тогда. Хотя я тоже предпочёл бы, чтобы гонка продлилась ещё три круга: при таком раскладе мы бы проехали 75% дистанции. И пусть он выиграл бы, но и я получил бы шесть очков за второе место, а не половину за первое. Тогда я стал бы чемпионом мира в том году (на финише сезона Лауду и Проста разделили 0,5 очка)… Однако, думаю: если бы ту гонку выиграл любой другой гонщик, Айртона устроило бы второе место, и без того являвшееся лучшим его результатом на тот момент. Но так как речь шла обо мне, для него всё было по-другому, Я был тогда на вершине Формулы-1, а он всегда стремился быть выше, чем сама вершина.

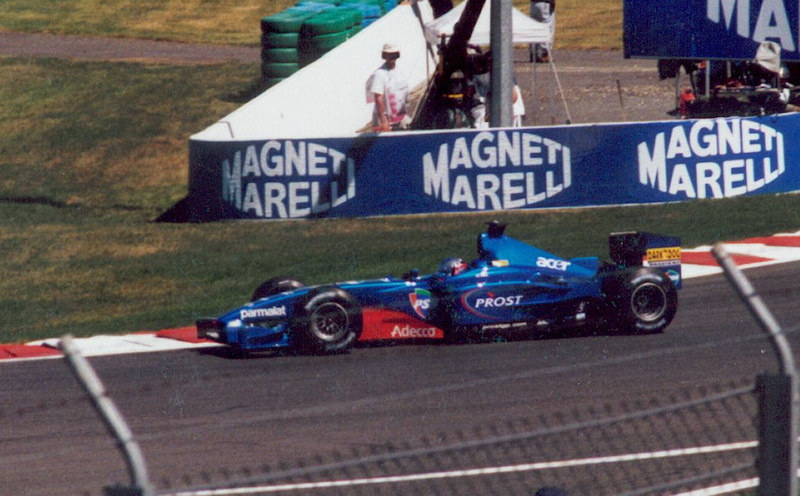
Жан Алези за рулем болида «Прост» (2001 год).

Следующие три сезона Сенна провёл в «Лотусе».

## Достижения в чемпионате мира Формулы-1
| Чемпионские титулы    | 4     |
| Набранные очки        | 798,5 |
| Победы                | 51    |
| Подиумы               | 106   |
| Поул-позиции          | 33    |
| Первый ряд            | 86    |
| Быстрейшие круги      | 41    |
| Старты в Гран-при     | 199   |
| Пройденые круги       | 10540 |
| Круги лидирования     | 2683  |
| Пройденые километры   | 48968 |
| Километры лидирования | 12475 |

## Результаты выступлений в чемпионате мира Формулы-1
| Год  | Команда  | 1        | 2        | 3        | 4        | 5        | 6        | 7        | 8        | 9        | 10       | 11       | 12       | 13       | 14       | 15       | 16       | Место | Очки     |
| ---- | -------- | -------- | -------- | -------- | -------- | -------- | -------- | -------- | -------- | -------- | -------- | -------- | -------- | -------- | -------- | -------- | -------- | ----- | -------- |
| 1980 | McLaren  | АРГ 6    | БРА 5    | ЮАР      | СШЗ      | БЕЛ Сход | МОН Сход | ФРА Сход | ВЕЛ 6    | ГЕР 11   | АВТ 7    | НИД 6    | ИТА 7    | КАН Сход | США      |          |          | 16    | 5        |
| 1981 | Renault  | СШЗ Сход | БРА Сход | АРГ 3    | САН Сход | БЕЛ Сход | МОН Сход | ИСП Сход | ФРА 1    | ВЕЛ Сход | ГЕР 2    | АВТ Сход | НИД 1    | ИТА 1    | КАН Сход | СИЗ 2    |          | 5     | 43       |
| 1982 | Renault  | ЮАР 1    | БРА 1    | СШЗ Сход | САН Сход | БЕЛ Сход | МОН 7    | ДЕТ НКЛ  | КАН Сход | НИД Сход | ВЕЛ 6    | ФРА 2    | ГЕР Сход | АВТ 8    | ШВА 2    | ИТА Сход | СИЗ 4    | 4     | 34       |
| 1983 | Renault  | БРА 7    | СШЗ 11   | ФРА 1    | САН 2    | МОН 3    | БЕЛ 1    | ДЕТ 8    | КАН 5    | ВЕЛ 1    | ГЕР 4    | АВТ 1    | НИД Сход | ИТА Сход | ЕВР 2    | ЮАР Сход |          | 2     | 57       |
| 1984 | McLaren  | БРА 1    | ЮАР 2    | БЕЛ Сход | САН 1    | ФРА 7    | МОН 1    | КАН 3    | ДЕТ 4    | ДАЛ Сход | ВЕЛ Сход | ГЕР 1    | АВТ Сход | НИД 1    | ИТА Сход | ЕВР 1    | ПОР 1    | 2     | 71,5     |
| 1985 | McLaren  | БРА 1    | ПОР Сход | САН ДСК  | МОН 1    | КАН 3    | ДЕТ Сход | ФРА 3    | ВЕЛ 1    | ГЕР 2    | АВТ 1    | НИД 2    | ИТА 1    | БЕЛ 3    | ЕВР 4    | ЮАР 3    | АВС Сход | 1     | 73       |
| 1986 | McLaren  | БРА Сход | ИСП 3    | САН 1    | МОН 1    | БЕЛ 6    | КАН 2    | ДЕТ 3    | ФРА 2    | ВЕЛ 3    | ГЕР 6    | ВЕН Сход | АВТ 1    | ИТА ДСК  | ПОР 2    | МЕК 2    | АВС 1    | 1     | 72       |
| 1987 | McLaren  | БРА 1    | САН Сход | БЕЛ 1    | МОН 9    | ДЕТ 3    | ФРА 3    | ВЕЛ Сход | ГЕР 7    | ВЕН 3    | АВТ 6    | ИТА 15   | ПОР 1    | ИСП 2    | МЕК Сход | ЯПО 7    | АВС Сход | 4     | 46       |
| 1988 | McLaren  | БРА 1    | САН 2    | МОН 1    | МЕК 1    | КАН 2    | ДЕТ 2    | ФРА 1    | ВЕЛ Сход | ГЕР 2    | ВЕН 2    | БЕЛ 2    | ИТА Сход | ПОР 1    | ИСП 1    | ЯПО 2    | АВС 1    | 2     | 87 (105) |
| 1989 | McLaren  | БРА 2    | САН 2    | МОН 2    | МЕК 5    | США 1    | КАН Сход | ФРА 1    | ВЕЛ 1    | ГЕР 2    | ВЕН 4    | БЕЛ 2    | ИТА 1    | ПОР 2    | ИСП 3    | ЯПО Сход | АВС Сход | 1     | 76       |
| 1990 | Ferrari  | США Сход | БРА 1    | САН 4    | МОН Сход | КАН 5    | МЕК 1    | ФРА 1    | ВЕЛ 1    | ГЕР 4    | ВЕН Сход | БЕЛ 2    | ИТА 2    | ПОР 3    | ИСП 1    | ЯПО Сход | АВС 3    | 2     | 71 (73)  |
| 1991 | Ferrari  | США 2    | БРА 4    | САН Сход | МОН 5    | КАН Сход | МЕК Сход | ФРА 2    | ВЕЛ 3    | ГЕР Сход | ВЕН Сход | БЕЛ Сход | ИТА 3    | ПОР Сход | ИСП 2    | ЯПО 4    | АВС      | 5     | 34       |
| 1993 | Williams | ЮАР 1    | БРА Сход | ЕВР 3    | САН 1    | ИСП 1    | МОН 4    | КАН 1    | ФРА 1    | ВЕЛ 1    | ГЕР 1    | ВЕН 12   | БЕЛ 3    | ИТА 12   | ПОР 2    | ЯПО 2    | АВС 2    | 1     | 99       |